# Apéndice epiploico

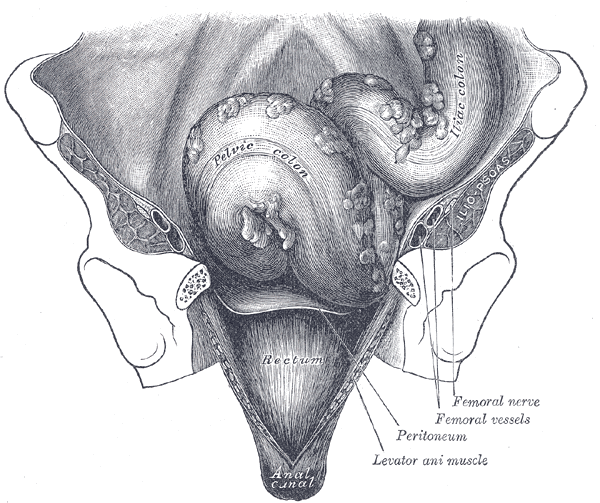
Vista del colon sigmoide y recto, visto desde el frente, después de la extirpación de los huesos púbicos y la vejiga. Se ven algunos bolsillos llenos de lípidos

El apéndice epiploico a veces también denominado apéndice omentale, son pequeños sacos formados por peritoneo llenos de lípidos y ubicados cerca del intestino delgado, a lo largo del colon y la parte superior del recto.
Estos apéndices se encuentran más fácilmente a lo largo del transverso del intestino y el sigmoides, pero aún se desconoce su función. Tales apéndices faltan en el recién nacido y se desarrollan durante la edad adulta. En ocasiones estos apéndices epiploicos sufren procesos inflamatorios, dando lugar a una procesión sintomatológica en la que predomina el dolor. Clínicamente, la inflamación de los apéndices omentales puede simular y, por tanto, confundirse con apendicitis aguda o, alternativamente, diverticulitis aguda.

## Síntomas
Los dolores punzantes a menudo ocurren en el área del vientre, a veces acompañados de una sensación de náuseas y vómitos.
Algunas personas pueden experimentar aumento de la temperatura corporal y diarrea.

## Patología
La apendagitis epiploica no es una causa común de dolor abdominal que se produce como resultado de una torsión o trombosis venosa espontánea de las venas de salida de la superficie serosa del colon.
La apendicitis epiploica se asocia con obesidad o herniación del redaño. Generalmente es una enfermedad autolimitante. 
Rara vez puede resultar en obstrucción intestinal y peritonitis.

## Tratamiento
En caso de inflamación del apéndice epiploico se recomienda realizar un tratamiento con analgésicos, espasmolíticos y antibióticos. De hecho, el trastorno tiende a limitarse y a desaparecer en unos días. Si la terapia médica no es eficaz, se puede utilizar la extracción, generalmente por vía laparoscópica.